# Limulatys ooformis
Limulatys ooformis is een slakkensoort uit de familie van de Haminoeidae. De wetenschappelijke naam van de soort is voor het eerst geldig gepubliceerd in 1964 door Habe.